# Liste der Museen im Ennepe-Ruhr-Kreis
Die Liste der Museen im Ennepe-Ruhr-Kreis umfasst aktuelle und ehemalige Museen im Ennepe-Ruhr-Kreis. Sie haben unter anderem die Heimatgeschichte, den Bergbau und die industrielle Entwicklung zum Schwerpunkt.

## Liste
| Bezeichnung                               | Lage (Stadt, Ortsteil)    | Bemerkungen | Bild                                      |
| ----------------------------------------- | ------------------------- | --- | ----------------------------------------- |
| Stadtmuseum Breckerfeld                   | Breckerfeld               | Heimatmuseum, ehrenamtlicher Betrieb |                                           |
| Mühlenhof Breckerfeld                     | Breckerfeld               | Gebäudeensemble, privates Freilichtmuseum | Mühlenhof Breckerfeld                     |
| Straßenindustriemuseum Ennepetal          | Ennepetal                 | in der Stadt verteilte Exponate | Straßenindustriemuseum Ennepetal          |
| Gevelsberger Heimatstube                  | Gevelsberg                | Heimatmuseum, ehrenamtlicher Betrieb |                                           |
| Bandwebereimuseum Elfringhausen           | Hattingen-Elfringhausen   | ehrenamtlicher Betrieb |                                           |
| Bügeleisenhaus                            | Hattingen                 | Heimatmuseum, auch mit Exponaten der Isenburg | Bügeleisenhaus                            |
| Westfälisches Feuerwehrmuseum             | Hattingen-Welper          | | Westfälisches Feuerwehrmuseum             |
| Bauernhausmuseum der Stadt Bochum         | Hattingen-Blankenstein    | Historische Landwirtschaft, Imkereimuseum | Bauernhausmuseum                          |
| Städtische Galerie Altes Rathaus          | Hattingen                 | | Städtische Galerie Altes Rathaus          |
| Haus Kemnade                              | Hattingen-Blankenstein    | | Haus Kemnade                              |
| LWL-Industriemuseum Henrichshütte         | Hattingen-Welper          | | LWL-Industriemuseum Henrichshütte         |
| Stadtmuseum Hattingen                     | Hattingen-Blankenstein    | | Stadtmuseum Hattingen                     |
| Herdecker Heimatstube                     | Herdecke                  | Heimatmuseum, ehrenamtlicher Betrieb, 1993 eingerichtet, seit Ende 2013 geschlossen (Umzug)                                                            | ehemaliges Gebäude Heimatstube Herdecke   |
| Ruhrgalerie                               | Herdecke                  | Kunstmuseum |                                           |
| Heimatmuseum im Haus Martfeld             | Schwelm                   | | Haus Martfeld                             |
| Heimatstube Wetter                        | Wetter (Ruhr)-Volmarstein | Heimatmuseum, ehrenamtlicher Betrieb (Versammlungsraum und Archiv des Heimatvereins in denkmalgeschütztem Fachwerkgebäude, nur auf Anfrage zugänglich) |                                           |
| Henriette-Davidis-Museum                  | Wetter (Ruhr)-Wengern     | Museum zum Leben und Werk der Kochbuchautorin Henriette Davidis, ehrenamtlicher Betrieb                                                                | Henriette-Davidis-Museum im Mühlchen      |
| Bergbauwanderweg Muttental                | Witten                    | | Bergbauwanderweg Muttental                |
| Hebezeug-Museum                           | Witten-Heven              | | Hebezeug-Museum                           |
| Märkisches Museum                         | Witten                    | Museum für moderne deutsche Malerei | Märkisches Museum                         |
| Gruben- und Feldbahnmuseum Zeche Theresia | Witten-Bommern            | | Gruben- und Feldbahnmuseum Zeche Theresia |
| LWL-Industriemuseum Zeche Nachtigall      | Witten                    | | LWL-Industriemuseum Zeche Nachtigall      |